# Cristo del Buen Fin (Las Palmas de Gran Canaria)
El Santísimo Cristo del Buen Fin es una imagen de Cristo crucificado, que se encuentra en la ermita del Espíritu Santo en el barrio de Vegueta (Las Palmas de Gran Canaria, España).
La talla es de tamaño natural, hecha de pasta de composición no conocida, datada en el último tercio del siglo XVII y de autor desconocido. El crucificado es el titular de la Real Cofradía del Santísimo Cristo del Buen Fin. Esta cofradía sale por primera vez el Viernes Santo de 1941, aunque sus Reglas llevan fecha de 1 de marzo de 1942. El Cristo sale en procesión en la madrugada del Jueves al Viernes Santo desde su ermita del Espíritu Santo y recorriendo diferentes calles del barrio de Vegueta. El Vía Crucis con la imagen del Cristo es sin acompañamiento musical, en silencio y en penitencia. Antes de salir se canta el Miserere y una campana marca las paradas y el reinicio de la procesión. A las ocho de la tarde del Jueves Santo se abre la ermita para la tradicional visita de los fieles y devotos del Santo Cristo.
El subdirector de la banda municipal de música de Las Palmas de Gran Canaria, Antonio Hanna Rivero, dedicó a esta imagen del Cristo una marcha procesional titulada "El Cristo del Buen Fin", pieza que se enmarca dentro de la tradición compositiva de la marcha procesional en las islas Canarias.